# Szániel János
Szániel János (Veszprém, 1942. március 15. – Győr, 2024. december 30.) magyar labdarúgó, hátvéd, edző, sportvezető.

## Pályafutása

### Klubcsapatban
A Veszprémi Vasasban kezdte a labdarúgást. 1960 és 1961 között négyszeres ifjúsági válogatott volt. 1962-ben igazolt a Csepelhez, ahol egy idényt töltött. 1963 és 1969 között a Győri Vasas ETO labdarúgója volt. Tagja volt az 1963-as őszi idényben bajnok, az 1965 és 1967 között sorozatban háromszor magyar kupagyőztes csapatnak. 1969-ben vonult vissza.

### Sportvezetőként
1973 és 1986 között a Rába ETO ügyvezető elnöke volt. Ebben az időszakban a labdarúgócsapat két bajnoki címet, 2 ezüst- és 2 bronzérmet szerzett. 1986 és 1991 között elnöke volt az egyesületnek.
1987 és 1992 között az NB I-es Liga elnöke volt.

## Sikerei, díjai

### Játékosként
- Magyar bajnokság
  - bajnok: 1963-ősz
  - 3.: 1967
- Magyar kupa (MNK)
  - győztes: 1965, 1966, 1967
  - döntős: 1964
- Bajnokcsapatok Európa-kupája (BEK)
  - elődöntős: 1964–65
- Kupagyőztesek Európa-kupája (KEK)
  - negyeddöntős: 1966–67

### Sportvezetőként
- Magyar bajnokság
  - bajnok: 1981–82, 1982–83
  - 2.: 1983–84, 1984–85
  - 3.: 1973–74, 1985–86

- Pro Urbe-díj (Győr): 1982